# Maurizio Felugo
Maurizio Felugo (ur. 4 marca 1981) – włoski piłkarz wodny. Srebrny medalista olimpijski z Londynu.
Zawody w 2012 były jego trzecimi igrzyskami olimpijskimi (poprzednie to LIO 2008 i LIO 2004). Włosi w finale przegrali z Chorwatami.